# Peter North
Alden Brown (Halifax, Nova Escòcia, 11 de maig de 1957) és un actor, director i productor de cinema porno canadenc conegut amb el pseudònim de Peter North. Ha participat en més de 1.700 pel·lícules des que va debutar l'any 1983 i, juntament amb Ron Jeremy, és considerat una de les "poques icones notables" del cinema X. Forma part dels Salons de la Fama AVN i X-RCO.

## Biografia
Després de créixer al Canadà, el 1982 es trasllada a Los Angeles cercant algun mitjà que el permetés guanyar diners ràpidament per solucionar els seus problemes econòmics. Això va fer que entrés en la indústria de la pornografia. Tot i ser un dels actors heterosexuals més coneguts, començà rodant pel·lícules gai com Cousins (1983) o Bigger the better (1983) amb el pseudònim de Matt Ramsey així com protagonitzant revistes pornogràfiques per a homosexuals. A Newcommers (1983) rodà amb Lara Cott la seva primera escena amb una parella femenina. De seguida l'actor començà a destacar gràcies al seu físic atlètic i les seves qualitats com a actor porno.
El 1986 va veure's involucrat en la investigació judicial derivada del descobriment que l'actriu Traci Lords havia rodat nombroses escenes, algunes amb el mateix Peter North, essent encara menor d'edat.
El 1994 publicà el llibre autobiogràfic Penetrating insights en què atribuïa algunes de les seves qualitats com a actor porno en "control, dieta i exercici".
Tot i que va debutar com a director a finals dels 80, desenvolupà més aquesta faceta a partir del 2000, sobretot des de la creació el 2003 de la seva pròpia productora anomenada North Star.

## Premis
- 1998 "Best actor / Male performer (Editor's choice)" NightMoves Awards[10]
- 1999 "Best actor / Male performer (Fan's choice)" NightMoves Awards[10]